# Признак Вейерштрасса
Признак Вейерштрасса — признак сходимости рядов из функций.
Рассмотрим ряд: {\displaystyle \sum _{n=1}^{\infty }u_{n}(x)}
Пусть существует последовательность {\displaystyle a_{n}} такая, что для любого {\displaystyle x\in X} выполняется неравенство {\displaystyle 0\leqslant |u_{n}(x)|\leqslant a_{n}}, кроме того, ряд {\displaystyle \sum _{n=1}^{\infty }a_{n}} сходится. Тогда ряд {\displaystyle \sum _{n=1}^{\infty }u_{n}(x)} сходится на множестве {\displaystyle X} абсолютно и равномерно.
Для доказательства достаточно проверить справедливость критерия Коши.